# Nicolás Rossi
Nicolás David Rossi Marachlian (ur. 21 marca 2002 w Montevideo) – urugwajski piłkarz pochodzenia włoskiego i ormiańskiego występujący na pozycji lewego skrzydłowego, od 2024 roku zawodnik Peñarolu.
Jest bratem Diego Rossiego, również piłkarza.